# Бахаи в Беларуси
Возникновение общин бахаи в Беларуси было постепенным, и официально началось со 2 декабря 1978 г. Вначале этот процесс охватил столицу Минск и областные центры, потом затронул меньшие города, такие как Бобруйск, Борисов, Жодино, Новополоцк, Барановичи. Одновременно первые бахаи стали появляться в маленьких городах – районных центрах, таких как Бешенковичи, Малорита, Хойники. 
Сегодня, согласно Всемирной христианской энциклопедии, в Беларуси 106 человек определяют свою религию как бахаизм, или, согласно данным общины, 120 человек включая детей.

## История
В первые годы после октябрьской революции общины бахаи продолжали свое развитие. 
Возникли общины не только в Средней Азии и Закавказье, но и в Москве, Ленинграде и Казани. При общине Ашхабада, насчитывавшей около двух тысяч человек, были первый храм бахаи — самое крупное и впечатляющее тогда здание города, библиотека, лечебница, гостиница и школы (в том числе редкость для этих времен — школа для девочек), открытые для всех людей независимо от вероисповедания.

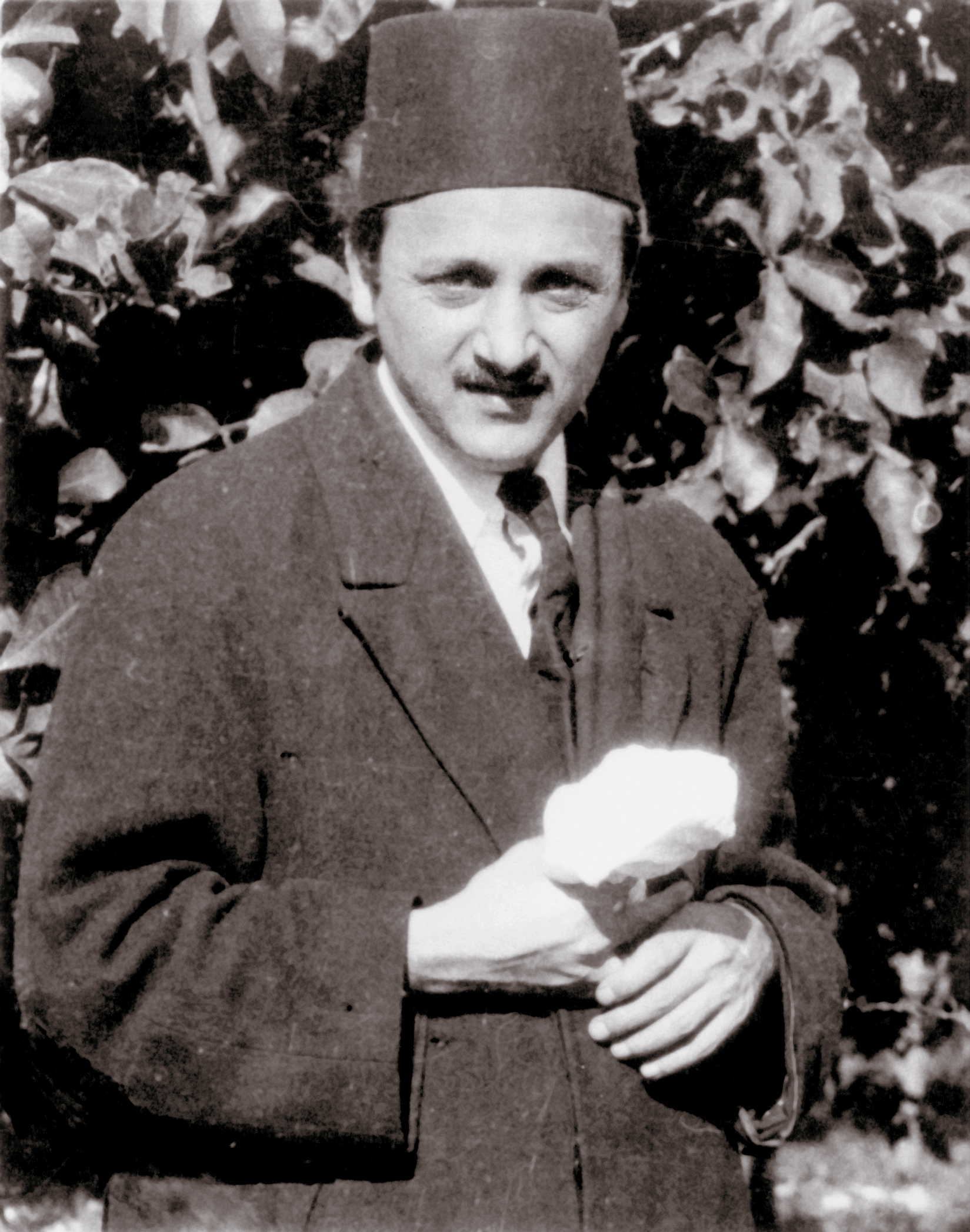
Шоги Эффенди

Когда Шоги Эффенди начал Десятилетний крестовый поход в 1953 году, Беларусь была обозначена целевой территорией для создания общины бахаи. Она оставалась закрытой до тех пор, пока немецкий бахаи Хельмут Винкельбах не смог переехать в страну в 1978 году, устроившись инженером-электриком на строительство фабрики. В 1981 году он женился на белоруске Ольге, однако власти заставили его покинуть страну в том же году. В 1986 году Винкельбах смог вернуться в Беларусь со своей женой на полтора года.
Религиозные ограничения в Советском Союзе начали ослабевать в конце 1980-х годов, и в 1990 году Винкельбахи вернулся в Беларусь, поселившись в Минске. Он смог активно проповедовать Веру, и их усилия привели к созданию Местного Духовного Собрания Минска в октябре 1991 года. Национальное Духовное Собрание Советского Союза было создано в 1991 году, но на следующий год из-за распада Советского Союза ему на смену пришло Национальное Духовное Собрание Украины, Беларуси и Молдовы. В 1995 Армения, Грузия и Беларусь, сформировала свое Национальное собрание, как и Эритрея и Сицилия.
В 1992 году белорусская община бахаи обеспечила себе Центр бахаи, а в 1993 году страну посетила Рухийя Ханум, правнучка Бахауллы. В августе 1993 года в Бресте прошла Международная молодежная конференция бахаи, а в апреле 1994 года в Бресте прошла женская конференция бахаи. Также в 1994 году был реализован учебный проект под названием «Неман-94» с общиной бахаи страны, насчитывающей к концу года около ста тридцати членов в одиннадцати городах. Рост общины позволил сформировать Национальное Духовное Собрание Беларуси в 1995 году.
В 1996 году в Могилеве было создано Местное Духовное Собрание, о котором заявили многие камерунские студенты, обучающиеся в городе, а в 1997 году в Минске прошла Зимняя Школа Бахаи. В 2000 году в Беларуси прошла еще одна Международная Молодежная Конференция, на этот раз в Минске. и Национальное Собрание было официально зарегистрировано правительством. В 2003 году в Минске отмечалась двадцать пятая годовщина Веры Бахаи в Беларуси.